# Хонолулу
 Тази статия е за града в САЩ.  За окръга вижте Хонолулу (окръг).  
Хонолулу е столицата на щата Хаваи, САЩ. Разположен е в югоизточната част на остров Оаху. Той е най-големият град на островната група Хавайски острови. Има население 377 260 души (2004) и общо 900 000 души на целия остров.

## Квартали
Някои квартали на Хонолулу:
- Какаако
- Даимън Хед
- Кахала
- Каймуки
- Даунтаун Хонолулу (Център)
- Източен Хонолулу
- Калихи
- Китайски квартал
- Макики
- Маноа
- Моаналуа
- Палама
- Палоло
- Солт Лейк
- Уайкики (основен туристически район с дълъг плаж)

## Известни личности
Родени в Хонолулу
- Лорън Греъм (р. 1967), актриса
- Марк Дакаскос (р. 1964), актьор
- Гай Кавазаки (р. 1954), бизнесмен
- Израел Камикавиво'оле (1959 – 1997), музикант
- Тия Карере (р. 1967), актриса
- Никол Кидман (р. 1967), австралийска актриса
- Маги Кю (р. 1979), актриса
- Лоис Лаури (р. 1937), писателка
- Катрин Макартър (р. 1971), космонавтка
- Бруно Марс (р. 1985), певец
- Бет Мидлър (р. 1945), актриса
- Джейсън Момоа (р. 1979), актьор
- Барак Обама (р. 1961), политик
- Тимъти Олифант (р. 1968), актьор
- Дъстин Томасън (р. 1976), сценарист
- Кели Ху (р. 1968), актриса
- Никол Шерзингер (р. 1978), певица

Починали в Хонолулу
- Джоузеф Камбъл (1904 – 1987), антрополог
- Реймънд Кетъл (1905 – 1998), психолог
- Фердинанд Маркос (1917 – 1989), филипински политик
- Джордж Мийкам (1828 – 1858), английски изследовател
- Ебе Шварц (1901 – 1964), датски спортен функционер